# Бром
| 35         | Бром |
| Br79,904   |      |
| 3d104s24p5 |      |

Бром (химический символ — Br, от др.-греч. βρῶμος — «зловонный», также от лат. Bromum) — химический элемент 17-й группы (по устаревшей классификации — главной подгруппы седьмой группы, VIIA) четвёртого периода периодической системы химических элементов Д. И. Менделеева, с атомным номером 35.
Простое вещество бром (при нормальных условиях) — это химически активный неметалл (химическая формула — Br2) — тяжёлая едкая жидкость красно-бурого цвета с сильным неприятным «тяжёлым» запахом, отдалённо напоминающим запах одновременно иода и хлора. Летуч и ядовит.

## История
Бром был независимо открыт двумя химиками: Карлом Якобом Лёвихом в 1825 году и Антуаном Жеромом Баларом в 1826 году. Балар заметил бурое окрашивание при прибавлении хлорной воды к маточному раствору бассейнов, в которых из рассолов кристаллизовалась поваренная соль («садочные бассейны»). Долгое время наполняя такие бассейны свежей морской водой, собирая поваренную соль и не сливая остатков, в них накапливают бромиды, которые содержатся в морской воде в незначительных количествах и не кристаллизуются с солью, потому что не достигают насыщения. Балар дал открытому элементу название «мурид», но по предложению проверявшей его открытие комиссии Парижской Академии наук (Воклен, Тенар, Гей-Люссак) изменил его на закрепившееся «бром» от греческого «бромос» — «вонь». В России бром под именем «вромий» (в древнегреческом β читается как [б], а в новогреческом как [в]) стал известен в 1827 году после доклада профессора А. Иовского на публичном заседании в Московском университете. В том же году в журнале «Указатель открытий по физике, химии, естественной истории и технологии» оповестил об открытии брома (именно через б) профессор Н. П. Щеглов.

## Нахождение в природе
Кларк брома — 1,6 г/т. Бром широко распространён в природе и в рассеянном состоянии встречается почти повсеместно, как примесь содержится в сотнях минералов. Почти все соединения брома хорошо растворяются в воде и поэтому легко выщелачиваются из горных пород. В море сосредоточена бо́льшая часть брома, он находится в значительных количествах также в водах солёных озёр и в подземных водоносных пластах, сопутствующих месторождениям горючих ископаемых, а также калийных солей и каменной соли. Есть бром и в атмосфере, причем содержание этого элемента в воздухе приморских районов всегда больше, чем в районах с резко континентальным климатом.
Имеется лишь небольшое количество нерастворимых в воде соединений брома, это соли серебра и меди. Самый известный из этих минералов — бромаргирит AgBr. Другие минералы — йодобромит Ag(Br, Cl, I), эмболит Ag(Cl, Br). Собственных минералов брома мало ещё и потому, что его ионный радиус велик, ион брома не может надёжно закрепиться в кристаллической решетке других элементов вместе с катионами средних размеров. В накоплении брома основную роль играют процессы испарения океанической воды, в результате чего он накапливается как в жидкой, так и в твёрдой фазах. Наибольшие концентрации отмечаются в конечных маточных рассолах. В горных породах бром присутствует главным образом в виде ионов, которые мигрируют вместе с грунтовыми водами. Часть земного брома связана в организмах растений в сложные и большей частью нерастворимые органические соединения. Некоторые растения, в первую очередь бобовые — горох, фасоль, чечевица, а также морские водоросли, активно накапливают бром.

## Физические свойства
При нормальных условиях бром — тяжёлая летучая жидкость, тёмно-красная на просвет, в отражённом свете тёмно-фиолетового, почти чёрного цвета. Обладает резким неприятным запахом, ядовит, при соприкосновении с кожей образуются долго не заживающие ожоги. Бром — одно из двух простых веществ (и единственное из неметаллов), наряду со ртутью, которое при комнатной температуре является жидким. Плотность при 0 °C — 3,19 г/см³. Температура плавления брома равна −7,25 °C, энтальпия плавления 10,58 кДж/моль. Температура кипения составляет +59,2 °C, при кипении бром превращается из жидкости в жёлто-бурые пары, при вдыхании раздражающие дыхательные пути; энтальпия испарения 30,86 кДж/моль. Давление насыщенных паров при 0 °C составляет 8,7 кПа, при 20 °C 22,8 кПа.
Теплопроводность жидкого брома при 25 °C составляет 4,5 Вт/(м·К), газообразного (при 59 °C) 0,21 Вт/(м·К). Молярная энтропия жидкого брома S0
298 = 152,0 Дж/(моль·К), газообразного 245,37 Дж/(моль·К). Молярная теплоёмкость C0
p = 75,69 Дж/(моль·К).
| T, K | So, Дж/(моль×К) | cp, Дж/(моль×К) |  | T, K      | So, Дж/(моль×К) | cp, Дж/(моль×К) |
| ---- | --------------- | --------------- |  | --------- | --------------- | --------------- |
| 15   | 0,650           | 1,725           |  | 160       | 18,130          | 11,981          |
| 20   | 1,325           | 03,04           |  | 170       | 18,864          | 12,2            |
| 25   | 2,144           | 4,309           |  | 180       | 19,570          | 12,416          |
| 30   | 3,027           | 5,364           |  | 190       | 20,245          | 12,632          |
| 35   | 3,921           | 6,226           |  | 200       | 20,898          | 12,851          |
| 40   | 4,799           | 6,929           |  | 210       | 21,530          | 13,077          |
| 45   | 5,650           | 7,5             |  | 220       | 22,144          | 13,315          |
| 50   | 6,465           | 7,968           |  | 230       | 22,742          | 13,57           |
| 55   | 7,244           | 8,355           |  | 240       | 23,324          | 13,848          |
| 60   | 7,985           | 8,683           |  | 250       | 23,896          | 14,157          |
| 65   | 8,692           | 8,969           |  | 260       | 24,458          | 14,504          |
| 70   | 9,366           | 9,228           |  | 265,9     | 24,786          | 14,732          |
| 80   | 10,628          | 9,682           |  | Плавление | Плавление       | Плавление       |
| 90   | 11,791          | 10,074          |  | 265,9     | 34,290          | 18,579          |
| 100  | 12,870          | 10,419          |  | 270       | 34,573          | 18,487          |
| 110  | 13,879          | 10,728          |  | 280       | 35,241          | 18,3            |
| 120  | 14,824          | 11,011          |  | 290       | 35,881          | 18,164          |
| 130  | 15,718          | 11,273          |  | 298,15    | 36,384          | 18,089          |
| 140  | 16,563          | 11,52           |  | 300       | 36,496          | 18,077          |
| 150  | 17,365          | 11,755          |  |           |                 |                 |

Твёрдый бром образует молекулярные (состоящие из молекул Br2) кристаллы ромбической сингонии, пространственная группа Ccma, параметры ячейки a = 0,448 нм, b = 0,667 нм, c = 0,872 нм, Z = 4. Они игольчатые, красно-коричневые со слабым металлическим блеском, при снижении температуры до 21 К становятся бесцветными; плотность при температуре плавления составляет 4,073 г/см³.
Температурный коэффициент объёмного расширения жидкого брома при нормальных условиях равен 1,10·10−3 К−1. Критические параметры: температура 315 °C (588 К), давление 10,0 МПа, плотность 1,26 г/см³. Динамическая вязкость при 0 °C составляет 1,241 мПа·с, температурный коэффициент изменения вязкости равен (1 + 0,01225t + 2,721·10−6t²), где t — температура в градусах Цельсия. Поверхностное натяжение 1,5 мПа (20 °C).
Стандартный электродный потенциал Br2/Br− в водном растворе равен +1,065 В. Удельное электрическое сопротивление жидкого брома 7,69·10¹² Ом·см. Диэлектрическая проницаемость 3,148.
Молекулярный бром диамагнитен. Магнитная восприимчивость χ = −56,4·10−6 см³/моль.
Коэффициент преломления составляет 1,659 (в жёлтой D-линии натрия 589 нм при 15 °C). Молекулярный бром проявляет широкую полосу поглощения в видимой и ультрафиолетовой области с максимумом на длине волны 420 нм; сильным поглощением видимого света в области коротких длин волн объясняется красный цвет брома.
Атомный радиус брома 119 пм, ионные радиусы в кристаллах: Br− 182 пм (координационное число 6), Br3+ 73 пм (4), Br5+ 45 пм (3), Br7+ 53 пм (6) и 39 пм (4). Электроотрицательность по Полингу 2,8.
Энергии ионизации:
Br0 → Br+ + e−: 11,81381 эВ;
Br+ → Br2+ + e−: 21,80 эВ;
Br2+ → Br3+ + e−: 35,90 эВ;
Br3+ → Br4+ + e−: 47,3 эВ;
Br4+ → Br5+ + e−: 59,7 эВ;
Br5+ → Br6+ + e−: 88,6 эВ;
Br6+ → Br7+ + e−: 109,0 эВ (по другим данным 103,0 эВ);
Br7+ → Br8+ + e−: 192,8 эВ.
Двухатомная молекула брома имеет длину связи 228 пм, энергия диссоциации молекулы 1,969 эВ (190,0 кДж/моль), диаметр молекулы 323 пм. Заметная диссоциация молекул на атомы наблюдается при температуре 800 °C и быстро возрастает при дальнейшем росте температуры; степень диссоциации 0,16 % при 800 °C и 18,3 % при 1284 °C.

### Изотопы
Природный бром состоит из двух стабильных изотопов 79Br (50,54 %) и 81Br (49,46 %). Искусственно получены многочисленные радиоактивные изотопы брома.

## Химические свойства
В свободном виде существует в виде двухатомных молекул {\displaystyle {\ce {Br2}}}. В пара́х обнаружена примесь молекул {\displaystyle {\ce {Br4}}}.
Бром — сильный окислитель, он окисляет сульфит-ион до сульфата, нитрит-ион — до нитрата и т. д.
Стандартный электродный потенциал при 25 °C +1,066 В:
{\displaystyle {\ce {2Br- <=>[{-2e}] Br2}}}
По химической активности бром занимает промежуточное положение между хлором и иодом. При реакции брома с растворами иодидов выделяется свободный иод:
{\displaystyle {\ce {Br2 + 2 KI -> I2 v + 2 KBr}}}
Напротив, при действии хлора на бромиды, находящиеся в водных растворах, выделяется свободный бром. Реакция протекает при кипении:
{\displaystyle {\ce {Cl2{+}\ 2KBr\ {\xrightarrow {t^{\circ }}}\ Br2{\!\uparrow }+\ 2KCl}}}
Характерные степени окисления брома: −1 (бромиды {\displaystyle {\ce {Br-}}}), +1 (гипобромиты {\displaystyle {\ce {BrO-}}}), +3 (бромиты {\displaystyle {\ce {BrO2-}}}), +5 (броматы {\displaystyle {\ce {BrO3-}}}), +7 (перброматы {\displaystyle {\ce {BrO4-}}}).

### Вода
Бром немного, но лучше других галогенов растворим в воде (3,55 г на 100 г воды при 20 °C), раствор называют бромной водой. В бромной воде протекает реакция с образованием бромоводородной и неустойчивой бромноватистой кислот:
{\displaystyle {\ce {Br2 + H2O <=> HBr + HBrO}}}
Бром на свету или при кипячении реагирует с водой из-за разложения бромноватистой кислоты:
{\displaystyle {\ce {2 H_2O +2Br_2 ->[h\nu] 4 HBr + O2 ^}}}
При температуре ниже 6,2 °C образует декагидрат {\displaystyle {\ce {Br2*10H2O}}}, также известен гексагидрат.
При взаимодействии брома с растворами щелочей и с растворами карбонатов натрия или калия образуются соответствующие бромиды и броматы, например:
{\displaystyle {\ce {3 Br2 + 3 Na2CO3 -> 5 NaBr + NaBrO3 + 3 CO2}}}

### Неметаллы
При реакции брома с серой образуется дибромид дисеры {\displaystyle {\ce {S_2Br2}}}, при реакции брома с фосфором (воспламеняется) — бромид фосфора(III) {\displaystyle {\ce {PBr3}}} и бромид фосфора(V) {\displaystyle {\ce {PBr5}}}. Бром реагирует также с селеном и теллуром.
Реакция брома с водородом протекает при нагревании и приводит к образованию бромоводорода {\displaystyle {\ce {HBr}}}. Раствор его в воде — бромоводородная кислота, по силе близкая к соляной. Соли бромоводородной кислоты — бромиды. Большинство бромидов хорошо растворимы в воде. Качественная реакция на присутствие бромид-ионов в растворе — образование с ионами {\displaystyle {\ce {Ag+}}} светло-желтого осадка бромида серебра {\displaystyle {\ce {AgBr}}}, практически нерастворимого в воде.
С кислородом и азотом бром непосредственно не реагирует. Бром образует большое число различных соединений с остальными галогенами. Например, со фтором бром образует неустойчивые фторид брома(I) {\displaystyle {\ce {BrF}}}, фторид брома(III) {\displaystyle {\ce {BrF3}}} и фторид брома(V) {\displaystyle {\ce {BrF5}}}, с хлором — хлорид брома {\displaystyle {\ce {BrCl}}}, с иодом — монобромид иода {\displaystyle {\ce {IBr}}} и трибромид иода {\displaystyle {\ce {IBr3}}}, получен также бромид астата {\displaystyle {\ce {AtBr}}}.

### Металлы
При взаимодействии со многими металлами бром, взятый в избытке, образует бромиды в высших степенях окисления, например, {\displaystyle {\ce {AlBr3}}}, {\displaystyle {\ce {CuBr2}}}, {\displaystyle {\ce {MgBr2}}} и др. При недостатке брома в тех же условиях могут образоваться бромиды металлов в промежуточных степенях окисления, например бромид технеция (IV) {\displaystyle {\ce {TcBr_4}}} и {\displaystyle {\ce {TcBr3}}}, и даже {\displaystyle {\ce {Na[Tc6Br12]2Br}}}.
Реакция со многими металлами в мелкодисперсном состоянии (калий кусочками, порошки мышьяка, сурьмы, висмута, цинка и алюминия) сопровождается воспламенением.
Жидкий бром также взаимодействует с золотом, образуя трибромид золота {\displaystyle {\ce {AuBr3}}}:
{\displaystyle {\ce {2 Au + 3 Br2 -> 2 AuBr3}}}
Устойчивы к действию брома тантал и платина, в меньшей степени — серебро, титан и свинец.

### Органические соединения
С большинством органических растворителей (этанол, диэтиловый эфир, хлороформ, тетрахлорметан, сероуглерод) бром смешивается в любых отношениях, при этом часто вступает с ними в реакцию.
При взаимодействии с органическими соединениями, содержащими двойную связь, бром присоединяется, давая соответствующие дибромпроизводные:
{\displaystyle {\ce {C2H4 + Br2 -> C2H4Br2}}}
Присоединяется бром и к органическим молекулам, в составе которых есть тройная связь. Обесцвечивание бромной воды при пропускании через неё газа или добавлении к ней жидкости свидетельствует о том, что в них присутствует непредельное соединение.
При нагревании в присутствии катализатора бром реагирует с бензолом с образованием бромбензола {\displaystyle {\ce {C6H5Br}}} (реакция замещения).
Реагирует с родановодородом:
{\displaystyle {\ce {HSCN + Br2 -> BrCN + HBr + S v}}}

## Получение

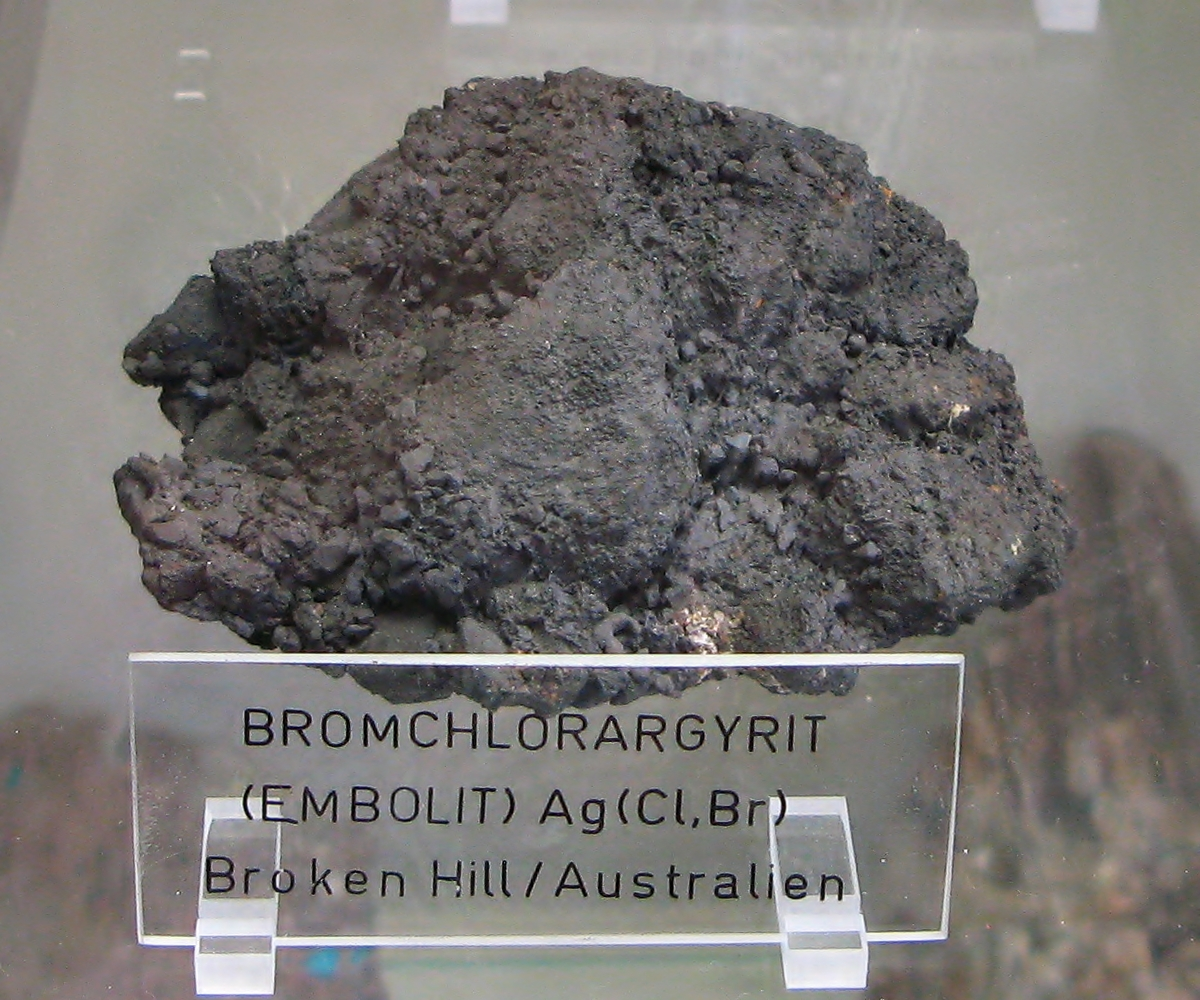
Австралийский эмболит — Ag(Cl, Br)

В качестве исходного сырья для производства брома служат:
1. морская вода (65 мг/л[17]),
2. рассолы соляных озёр,
3. щёлок калийных производств,
4. подземные воды нефтяных и газовых месторождений.

Бром получают химическим путём из природных рассолов и других растворов, содержащих ион Br−, окисляя его газообразным хлором:
{\displaystyle {\ce {Cl2\ {+}\ 2Br^{-}->2Cl^{-}{+}Br2{\!\uparrow }}}}
Затем молекулярный бром выделяют из раствора потоком водяного пара или воздуха и конденсируют.

### Бромсодержащие кислоты
Помимо бескислородной бромоводородной кислоты HBr, бром образует ряд кислородных кислот: бромную HBrO4, бромноватую HBrO3, бромистую HBrO2, бромноватистую HBrO.

## Применение

### В химии
- Вещества на основе брома широко применяются в органическом синтезе.
- «Бромная вода» (водный раствор брома) применяется как реагент для качественного определения непредельных органических соединений.

### Промышленное применение
Значительная часть элементарного брома до начала 1980-х использовалась для производства 1,2-дибромэтана, входившего в состав этиловой жидкости — антидетонирующей добавки в бензины, содержащей тетраэтилсвинец; дибромэтан в этом случае служил источником брома для образования относительно летучего дибромида свинца для предотвращения осаждения твёрдых оксидов свинца на деталях двигателя.
Бром также используется в синтезе антипиренов — добавок, придающих пожароустойчивость пластикам, древесине, текстильным материалам.
- Бромид серебра AgBr применяется в фотографии как светочувствительное вещество.
- Пентафторид брома иногда используется как очень мощный окислитель ракетного топлива.
- Растворы бромидов используются в нефтедобыче.
- Растворы бромидов тяжёлых металлов используются как «тяжёлые жидкости» при обогащении полезных ископаемых методом флотации.
- Многие броморганические соединения применяются как инсектициды и пестициды.

### В медицине
- В медицине бромид натрия и бромид калия применяют как успокаивающие средства.

Препараты брома имеют солёный вкус и оказывают седативный (успокаивающий) и снотворный эффект.
Ни в коем случае не следует путать «аптечный бром» (препараты бромида калия или натрия), который применяют при расстройствах нервной системы, и элементарный бром, который является весьма токсичным веществом с раздражающим действием. Принимать элементарный бром внутрь ни в коем случае нельзя — это сильный яд.

### В производстве оружия
Со времен Первой мировой войны бром используется для производства боевых отравляющих веществ.

## Физиологическое действие
Бром и его пары сильно токсичны. Уже при содержании брома в воздухе в концентрации около 0,001 % (по объёму) наблюдается раздражение слизистых оболочек, головокружение, носовые кровотечения, а при более высоких концентрациях — спазмы дыхательных путей, удушье. ПДК паров брома — 0,5 мг/м³ в соответствии с ГОСТ 12.1.005-88. ЛД50 при пероральном введении для крыс составляет 2600 мг/кг, для морских свинок 5500 мг/кг. Для человека смертельная доза перорально составляет 14 мг/кг. При вдыхании паров брома половинная летальная концентрация для мышей составляет 750 ppm (9 минут) и 240 ppm (2 часа). При отравлении парами брома пострадавшего нужно немедленно вывести на свежий воздух (в как можно более ранней стадии показаны ингаляции кислорода); для восстановления дыхания можно на небольшое время пользоваться тампоном, смоченным нашатырным спиртом, на короткое время периодически поднося его к носу пострадавшего. Дальнейшее лечение должно проводиться под наблюдением врача. Рекомендуются ингаляции тиосульфата натрия в виде 2 % водного раствора, обильное питьё теплого молока с минеральной водой или содой, кофе. Особенно опасно отравление парами брома людей, страдающих астмой и заболеваниями лёгких, так как при вдыхании паров брома очень высока вероятность отёка лёгких. Жидкий бром при попадании на кожу вызывает болезненные и долго не заживающие ожоги.

## Биологическое значение

2-Октил-4-бром-3-оксобутаноат, соединение органотромина, обнаруженное в спинномозговой жидкости млекопитающих

В 2014 году исследование показало, что бром (в форме бромид-иона) является необходимым кофактором в ходе биосинтеза коллагена IV, делая элемент существенным в архитектуре базальной мембраны и развитии тканей у животных. Тем не менее, не было отмечено никаких чётких симптомов или синдромов дефицита при полном удалении брома из пищи. В других биологических функциях бром может не быть необходимым, но всё же приносить пользу, особенно когда он заменяет хлор. Например, в присутствии перекиси водорода H2O2 синтезируемая эозинофилами с ионами хлорида или бромида эозинофильная пероксидаза обеспечивает мощный механизм, с помощью которого эозинофилы убивают многоклеточных паразитов (таких, как, например, нематодные черви, участвующие в филяриозе) и некоторые бактерии, такие как бактерии туберкулёза). Эозинофильная пероксидаза — это галопероксидаза, которая более эффективно использует бром, а не хлор для этой цели, производя гипобромит (бромоводородную кислоту), хотя использование хлорид-иона также возможно. Хотя α-галоэфиры, как правило, считаются высокореактивными и, следовательно, токсичными промежуточными продуктами в биоорганическом синтезе, млекопитающие, включая людей, кошек и крыс, по-видимому, биосинтезируют следы α-бромэфира, 2-октил-4-бром-3-оксобутаноата, которые присутствуют в их спинномозговой жидкости и, вероятно, играют пока неясную роль в возникновении быстрого сна.
Морские организмы являются основным источником броморганических соединений, и именно в этих организмах роль брома могла бы быть намного более высокой. Более 1600 таких броморганических соединений были идентифицированы к 1999 году. Наиболее распространённым является метилбромид (CH3Br), около 56 000 тонн которого синтезируется за год морскими водорослями. Эфирное масло гавайской водоросли Asparagopsis taxiformis состоит из 80 % бромоформа. Большинство таких броморганических соединений в море синтезируется водорослями под действием уникального фермента, ванадийбромпероксидазы.

## Особенности работы
При работе с бромом следует пользоваться защитной спецодеждой, противогазом, специальными перчатками. Из-за высокой химической активности и токсичности как паров брома, так и жидкого брома его следует хранить в стеклянной, плотно закупоренной толстостенной посуде. Сосуды с бромом располагают в ёмкостях с песком, который предохраняет сосуды от разрушения при встряхивании. Из-за высокой плотности брома сосуды с ним ни в коем случае нельзя брать только за горло (горло может оторваться, и тогда бром окажется на полу).
Проливы брома целесообразно посыпать карбонатом натрия:
{\displaystyle {\ce {3 Br2 + 3 Na2CO3 -> 5 NaBr + NaBrO3 + 3 CO2 ^}}}
либо влажной пищевой содой:
{\displaystyle {\ce {6 NaHCO3 + 3 Br2 -> 5 NaBr + NaBrO3 + 6 CO2 ^ + 3 H2O}}}
Однако реакция элементарного брома с содой носит сильно экзотермический характер, что ведёт к увеличению испарения брома, к тому же выделяющаяся углекислота также способствует испарению, поэтому пользоваться вышеописанными методами не всегда правильно. Безопаснее всего для дегазации брома подходит водный раствор тиосульфата натрия Na2S2O3. Для локализации больших проливов брома можно использовать раствор тиосульфата натрия с добавками пенообразующих веществ и аэросила. Этот же раствор (3—5-процентный тиосульфат натрия) используется для смачивания ватно-марлевых повязок, которые помогают защитить органы дыхания от паров брома.

## Миф о применении брома для снижения полового влечения
Существует широко распространённая городская легенда, будто бы в армии, местах лишения свободы и психиатрических больницах добавляют соединения брома в еду для снижения полового влечения. Происхождение этого мифа доподлинно неизвестно.

## Комментарии
1. ↑  Указан диапазон значений атомной массы в связи с неоднородностью распространения изотопов в природе